# Park Joo-ho
Park Joo-Ho (sinh ngày 16 tháng 1 năm 1987) là một cầu thủ bóng đá người Hàn Quốc.

## Đội tuyển bóng đá quốc gia
Park Joo-Ho thi đấu cho đội tuyển bóng đá quốc gia Hàn Quốc từ năm 2010.

## Thống kê sự nghiệp
| Đội tuyển bóng đá Hàn Quốc | Đội tuyển bóng đá Hàn Quốc | Đội tuyển bóng đá Hàn Quốc |
| Năm                        | Trận                       | Bàn                        |
| -------------------------- | -------------------------- | -------------------------- |
| 2010                       | 6                          | 0                          |
| 2011                       | 1                          | 0                          |
| 2012                       | 4                          | 0                          |
| 2013                       | 2                          | 0                          |
| 2014                       | 4                          | 0                          |
| 2015                       | 11                         | 0                          |
| 2016                       | 3                          | 0                          |
| 2017                       | 1                          | 0                          |
| 2018                       | 7                          | 1                          |
| 2019                       | 1                          | 0                          |
| Tổng cộng                  | 40                         | 1                          |